# Ulf Eriksson (politiker)
Sven Ulf Christer Eriksson, ofta Ulf C. Eriksson, född 9 juli 1945 i Bromma församling i Stockholm, är en svensk före detta politiker (nydemokrat) och riksdagsledamot under mandatperioden 1991–1994 för Gävleborgs läns valkrets. Eriksson var suppleant i finansutskottet, justitieutskottet och skatteutskottet. Åren 1999–2000 var han partiledare för Ny demokrati, och var partiets siste ledare fram tills att partiet sattes i konkurs i februari 2000. Han kommer från Lund, var egenföretagare och engagerade sig i Moderata samlingspartiet i hemkommunen efter tiden i Ny demokrati.